# 真説・夢見館 扉の奥に誰かが…
『真説・夢見館 扉の奥に誰かが…』（しんせつ・ゆめみやかた とびらのおくにだれかが…）は、1994年12月2日に日本のセガから発売されたセガサターン用3Dアドベンチャーゲーム。欧米では『Mansion of Hidden Souls』のタイトルで発売された。
同社によるメガCD用ソフト『夢見館の物語』（1993年）の続編。長老からの依頼により、主人公のジュンを操作して異変が起きた夢見の館を調査する事が目的。基本的なゲームシステムは前作を踏襲しているが、映像が3Dポリゴン化された。
開発はシステムサコムが行い、セガサターン用ソフト『ゲイルレーサー』（1994年）を手掛けたスタッフが参加しており、プロデューサーは石井洋児および菅野豊、ディレクターは近藤智宏が担当している。ゲーム誌『ファミコン通信』の「クロスレビュー」にてシルバー殿堂を獲得した。

## ゲーム内容
前作と同様に閉鎖された館の中を主人公視点で移動し、会話と探索を直感的に行うシステムが採用されている。前作との違いとして、特殊なイベントを除き映像は3Dポリゴンにより描画され、キャラクターの顔グラフィックが表示されるようになった。
また、感情入力システムという、従来のアドベンチャーゲームのようなコマンド選択を用いない、独特な物語の分岐システムが採用されている。

## ストーリー
四年に一度、満月の夜に現れるこの世ならざる館。人の世に絶望し、現世を捨てたものが蝶となり集うこの夢見の館にまた満月の夜が来た。
しかし、その日の満月はいつもと違っていた。血の如く赤く染まる満月に胸騒ぎを覚え、館の異変を察知した長老は、二人の住人ジュンとマイクに館の調査を依頼する。
二人は調査を進めるうちに館の住人達の変化に気付き、館自体、また館の永遠の主である狩人の秘密へと迫っていく。

## 登場人物
ジュン
本作の主人公である館の住人。相棒のマイクと共に館の調査に乗り出す。性格はプレイヤーの行動により変化し、キャラクターボイスは存在しない。16歳。
マイク
声 - 佐々木望
住人の一人。正義感あふれるジュンの相棒。ジュンと同じく16歳。
長老
声 - 藤本譲
館の管理者。住人となる以前から館との因縁を持つ老人。館に訪れる災厄を察知し、ジュンとマイクに調査を託す。
レイモンド
声 - 徳丸完
住人の一人。元冒険家で、人間であった頃の数多の冒険へと思いを馳せる紳士。その堂々とした人柄がマイクに慕われている。
ジョゼ
声 - 竹口安芸子
館で最も古株の住人。賭け事を好むギャンブラーで、占いを得意とする老婦人。口は悪いながら協力的で、何かと手助けをしてくれる。
ネズミ
声 - 龍田直樹
住人の一人。手助けと引き換えに物品を要求するがめつい性格の情報屋。
キャシー
声 - 林原めぐみ
住人の一人で7歳の少女。一緒に遊んでくれる相手を求めており、住人にその役目をねだる。年齢相応に無邪気であるが、博愛主義者。
ダニー
声 - 菅原正志
住人の一人。銃器やナイフを収集している大柄な青年。破壊願望が強く、部屋に射撃場を備えている。
ショーン
声 - 岩永哲哉
住人の一人で12歳の少年。植物に対しては愛情を示すが、人間に対しては常に警戒し怯えている。
狩人
声 - 堀内賢雄
館の主。
カンドラ
声 - 引田有美
狩人に深い因縁を持つ女。
画家
声 - 松本保典
かつての館の住人。
少女
声 - こおろぎさとみ
かつて館に迷い込んだ人間の少女。

## スタッフ
- コンピュータグラフィックス、音楽、効果音：S.S.D.
- エグゼクティブ・プロデューサー：重田守
- プロデューサー：石井洋児、菅野豊
- ディレクター：近藤智宏
- ボーカル・レコーディング：AUDIO・タナカ
- スーパーバイザー：デヴィッド・S・ストーン

## 評価
- ゲーム誌『ファミコン通信』の「クロスレビュー」では浜村通信 / 鈴木ドイツ / 渡辺美紀 / ジョルジュ中治の各レビュアーにより7・7・8・8の合計30点（満40点）でシルバー殿堂を獲得した[1][2]。

- ゲーム誌『SATURN FAN』の読者投票による「ゲーム通信簿」での評価は以下の通り、合計23.0点（満30点）となっている[4]。

| 項目 | キャラクタ | 音楽 | お買得度 | 操作性 | 熱中度 | オリジナリティ | 総合 |
| 得点 | 4.0        | 4.2  | 3.5      | 3.8    | 3.6    | 3.9            | 23.0 |

- ゲーム誌『セガサターンマガジン』の読者投票による「読者レース」での最終評点・順位は、6.2741点（満10点）で945タイトル中749位である[5]。

## ノベライズ版
異説 夢見館（霞田志郎 著 〈アスペクトセレクション〉）
1995年4月6日初版 ISBN 9784893663504
当作品をモチーフとしたメタフィクション小説。主人公の高校生・純が、虚構と現実の狭間に起きる事件や悩みと対峙するうち、テレビゲーム「真説・夢見館」の世界を巻き込みながら非日常の世界に囚われてゆく。やがて、虚構と現実の融和は物語の書き手自身をも浸食していく。

## 関連商品
セガサターン CGコレクション
セガサターンの周辺機器「ムービーカード」が発売された事にあわせ製作されたビデオCD。セガより発売されたサターン用ソフト8タイトルのムービー、静止画などがゲーム版よりも高画質で収録されており、本作からはオープニング・ムービーの未公開バージョンが収録されている。1995年08月11日発売、型式：GS-7001。